# Дисторшн

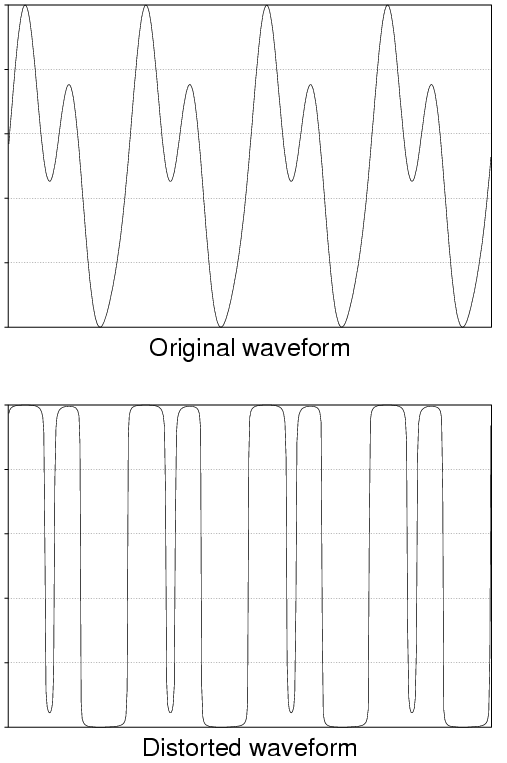

Дисто́ршн (англ. distortion — спотворення, викривлення) — ефект перевантаження, який найчастіше використовується у таких музичних стилях, як рок, метал та інших.

## Теорія і схеми
Термін дисторшн в теорії обробки сигналів буквально означає зміну або модифікацію сигналу будь-яким пристроєм чи обладнанням. В контексті музики, дисторшн звуку при посиленні амплітуди називається кліппінгом (відсікання). Кліппінг є нелінійним процесом, який породжує частоти які не були присутні в початковому сигналі.
- «Soft clipping» (м'який кліппінг), ще відомий в музиці як овердрайв, який згладжує піки високих гармонік і досягається тим, що коефіцієнт посилення обернено пропорційний рівню вхідного сигналу. В типовій схемі це досягається за допомогою двох паралельно ввімкнених обернених кремнієвих діодів в колі негативного зворотного зв'язку посилювача, як показано на схемі:

- «Hard clipping» (жосткий кліппінг) — ефект, коли звуки високих просто відрізуються, що породжує жорстке звучання і шум. Відомий як звуковий ефект дисторшн. Обмеження сигналу в заданому діапазоні досягається двома паралельно ввімкненими зворотніми діодами підключеними до землі, як показано на наступній схемі:

### Ламповий овердрайв
Ефект дисторшн досягається перевантаженням вакуумних тріодів (іноді пентодів, тетродів), напівпровідникових діодів, транзисторів, шляхом виводу даних елементів із лінійних ділянок їх роботи. Внаслідок цього звуковий сигнал, що має структуру синусоїдальної хвилі, спотворюється.

## Історія
Поява цього ефекту має досить спонтанну історію. У 1950-х роках музичні підсилювачі розвивалися повільно, і тому не встигали задовольняти потреби гітаристів. Тому гітаристи були змушені постійно викручувати ручку гучності на максимальний рівень, і звук ставав хрустким («crunchy sound»). Згодом, уже доволі популярний, цей ефект застосовувався на сцені. У рок-музиці цей ефект першим застосував Лінк Рей.[джерело?]
Завдяки винайденню цього ефекту стала стрімко розвиватися рок-музика, бо одразу зародилися нові прийоми гри. Одним із найвідоміших та найпопулярніших прийомів є м'ютинг (muting), або глушіння долонею.

## Види гітарного дисторшину

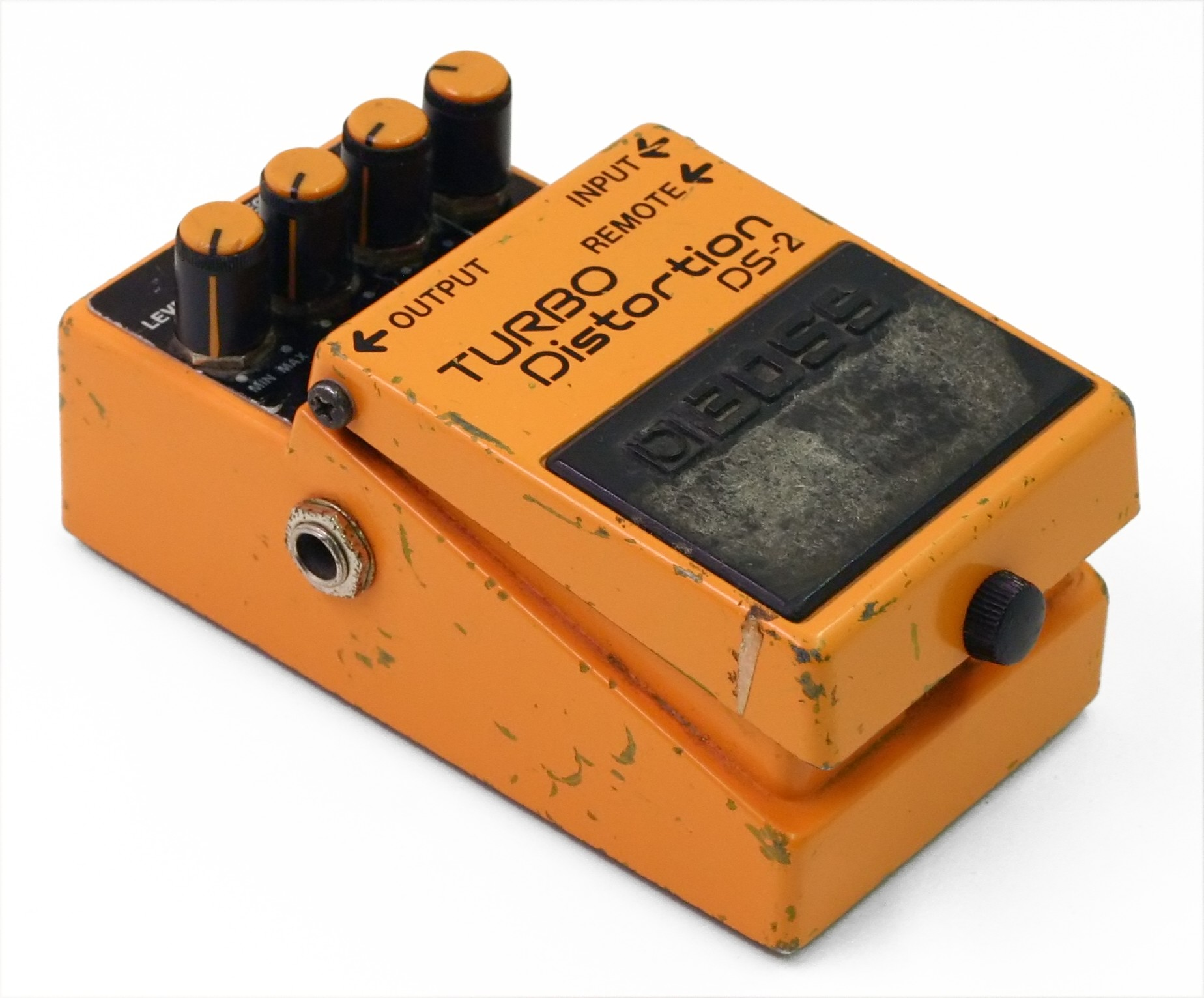
Гітарна педаль для ефекту дисторшину «Boss»

Звукові ефекти дисторшину можна отримати багатьма компонентами електричного ланцюгу гітари, в тому числі за допомогою педалей гітарних ефектів, попереднього підсилювача, підсилювача потужності та електродинамічних гучномовців (динаміків). Музиканти підбирають свою власну комбінацію ефектів, щоб отримати свій власний стиль звучання.

### Педалі дисторшин/овердрайв
Оскільки для роботи педалі використовують низьку напругу (наприклад, 9-вольтові батареї), педалі зазвичай побудовані на транзисторах які змінюють сигнал. Класичні приклади Ibanez Tube Screamer і Electro-Harmonix Big Muff.
Для того, щоб досягнути більшої чіткості звучання, музиканти використовують здебільшого лише окремі ноти і чисті квінти (основні тони, пінти і окти) при грі через fuzzboxes, а не тризвуки (основний тон, терції і квінти) або септакорди (чотиринотні акорди, що складаються з основного тона, терції, квінти і септими).